# Moulin à tan de Jau
Le moulin à tan de Jau est un moulin situé à Breil, dans le département de Maine-et-Loire, en France.

## Localisation
Le moulin est situé dans le département français de Maine-et-Loire, sur la commune de Breil.

## Historique
L'édifice est inscrit au titre des monuments historiques en 1984.